# Croce d'onore della guerra mondiale
La Croce d'onore della guerra mondiale (in tedesco Weltkriegs-Ehrenkreuz o Ehrenkreuz des Weltkrieges) è una medaglia della Germania nazista concessa ai superstiti della prima guerra mondiale che avessero militato nell'esercito tedesco.

## Storia
Nel luglio 1934, su proposta del presidente Paul von Hindenburg, il governo tedesco fondò l'onorificenza della croce d'onore della Guerra Mondiale. Essa venne concessa ai veterani di guerra ed ai superstiti della Prima Guerra Mondiale. Lo statuto dell'onorificenza venne approvato e firmato il 13 luglio 1934. Essa venne concessa in tre gradi:
- Croce d'Onore della Guerra Mondiale per combattenti al fronte (Weltkriegs-Ehrenkreuz für Frontkämpfer)
- Croce d'Onore della Guerra Mondiale per partecipanti alla guerra (Weltkriegs-Ehrenkreuz für Kriegsteilnehmer)
- Croce d'Onore della Guerra Mondiale per i superstiti, ovvero i parenti dei caduti (Weltkriegs-Ehrenkreuz für Hinterbliebene)

La Croce d'onore venne concessa ai veterani in numero di 6.202.883 persone solo nel 1936. Le croci per parenti furono in totale circa 1.000.000.
Il 15 maggio 1934, sulla base delle decisioni prese in campo politico e sociale da Adolf Hitler, venne precisato che tale croce non poteva essere concessa agli ebrei, anche se Hindenburg rimase irremovibile e non tollerò alcuna eccezione, ma ciò fu rispettato sin tanto che egli fu in vita.

## Insegne
Tutte e tre le tipologie hanno la medesima forma e le medesime dimensioni circa la decorazione: la croce è 3,7 cm x 3,7 cm ed è modellata sulla forma della Croce di Ferro, con le braccia curve.
La Croce per i combattenti era realizzata in bronzo ed aveva al centro una corona di foglie di quercia entro la quale erano indicate le date, "1914" e "1918", di inizio e fine del primo conflitto mondiale. Il nastro era composto da una striscia rossa centrale, attorniata da una striscia nera per parte, quindi da una striscia bianca per parte e nuovamente da una striscia nera per parte. Vi erano appuntate due spade incrociate di bronzo.
La Croce per i partecipanti era realizzata in bronzo ed aveva al centro una corona di foglie d'alloro entro la quale erano indicate le date, "1914" e "1918", di inizio e fine del primo conflitto mondiale. Si riconosceva dalla Croce per i combattenti per l'assenza delle due spade. Il nastro era composto da una striscia rossa centrale, attorniata da una striscia nera per parte, quindi da una striscia bianca per parte e nuovamente da una striscia nera per parte.
La Croce per le famiglie dei caduti era realizzata in ferro ed aveva al centro una corona di foglie di quercia entro la quale erano indicate le date, "1914" e "1918", di inizio e fine del primo conflitto mondiale. Il nastro era composto da una striscia rossa centrale, attorniata da una striscia bianca, quindi da una striscia nera per parte e nuovamente da una striscia bianca per parte.
| Nastri                               | Nastri                     | Nastri                                                    |
| ------------------------------------ | -------------------------- | --------------------------------------------------------- |
| Croce d'onore per veterani con spade | Croce d'onore per veterani | Croce d'Onore per le vedove e genitori di caduti veterani |